# Simulium antillarum
Simulium antillarum är en tvåvingeart som beskrevs av Jennings 1915. Simulium antillarum ingår i släktet Simulium och familjen knott. Inga underarter finns listade i Catalogue of Life.